# Olive Kitteridge (serie de televisión)
Olive Kitteridge es una miniserie de 2014 de cuatro horas de duración basada en la novela homónima publicada en 2008 por Elizabeth Strout. Ambientada en Maine, está protagonizada por Frances McDormand como el personaje que le da título, Richard Jenkins como su marido Henry, Zoe Kazan como Denise Thibodeau, y Bill Murray como Jack Kennison. La miniserie está dividida en cuatro partes, cada una describe un determinado punto de tiempo de la novela.
Olive Kitteridge se estrenó en los Estados Unidos el 2 de noviembre de 2014, por el canal HBO. Los dos primeros episodios se proyectaron esa noche y los restantes al día siguiente. En la 67.º Ceremonia de los Premios Emmy, la miniserie ganó ocho premios, incluyendo Mejor Serie Limitada.

## Argumento
Olive Kitteridge es una maestra retirada, misántropa y estricta pero bien intencionada, que vive en las afueras del pueblo ficticio de Crosby, Maine. Está casada con Henry Kitteridge, un hombre amable y considerado, dueño de una farmacia en el pueblo. Ambos tienen un hijo adolescente algo problemático, Christopher, de profesión podólogo. Durante 25 años, Olive experimentó problemas de depresión, pesar, celos, y fricción con amigos familiares. 
Olive está marcada por el suicidio de su padre, y no es feliz ni quiere serlo. También hay antecedentes de depresión grave en la familia de Henry, y teme que su hijo herede esta enfermedad. Además, siente un rechazo agresivo contra los psiquiatras y los medicamentos para la enfermedad mental.
Olive es incapaz de atender la cortesía de la vida diaria, y dice lo que piensa sin ningún tipo de conmiseración ni respeto sobre las situaciones y comportamientos que le desagradan. De este modo, a pesar de no ser mala persona, tiene una relación dañina con su familia y muchos de los que le rodean, en especial cuando le muestran compasión o quieren ayudarla, así como contra "los ricos y esa gente incapaz de ponerse en la piel de otros". 
Tampoco tolera modernidades absurdas (p. Ej. la novia de su hijo, quien ya tiene dos niños de dos hombres distintos, está embarazada. Ella le cuenta a Olive, a quien insiste en llamar mamá, que los padres están de acuerdo con que Chris críe a sus hijos, como si fuera un gran logro. Olive le espeta "No me extraña, siendo él quien paga las facturas")

## Reparto
- Frances McDormand como Olive Kitteridge
- Richard Jenkins como Henry Kitteridge
- Zoe Kazan como Denise Thibodeau
- Rosemarie DeWitt como Rachel Coulson
- Martha Wainwright como Angela O'Meara
- John Gallagher, Jr. como Christopher Kitteridge (adulto)
- Devin Druid como Christopher Kitteridge (13 años)
- John Mullen como Kevin Coulson (13 años)
- Cory Michael Smith como Kevin Coulson (adulto)
- Ann Dowd como Bonnie Newton
- Jesse Plemons como Jerry McCarthy
- Bill Murray como Jack Kennison
- Peter Mullan como Jim O'Casey
- Rachel Brosnahan como Patty Howe
- Brady Corbet como Henry Thibodeau
- Maryann como cuando Linda Kennison
- Libby Winters como Suzanne
- Patricia Kalember como Joyce
- Audrey Marie Anderson como Ann
- Donna Mitchell como Louise Larkin
- Frank L. Ridley como Mr. Thibodeau

## Recepción
Olive Kitteridge recibió elogio unánime de los críticos, particularmente por su guion, cinematografía, y dirección, así como por la actuación de Frances McDormand y sus coprotagonistas, Richard Jenkins y John Gallagher, Jr. En Rotten Tomatoes tiene una aceptación del 95% sobre la base de 42 críticas con una puntuación media de 8.4 por sobre 10.  El consenso crítico lee: "La narrativa lenta de Olive Kitteridge realza las fascinantes actuaciones -- y una historia digna del material original". En Metacritic, por su parte, obtuvo una aprobación de 89 sobre 100, basado en 34 críticas, indicando "aclamación universal".

## Premios y nominaciones
| Año  | Premio                                      | Categoría                                                   | Nominado                    | Resultado | Ref.   |
| ---- | ------------------------------------------- | ----------------------------------------------------------- | --------------------------- | --------- | ------ |
| 2015 | Premios Eddie                               | Mejor montaje para miniserie o película para televisión     | Jeffrey M. Werner           | Nominado  | [ 6 ]  |
| 2015 | Premios del Sindicato de Directores         | Mejor dirección en miniserie o película para televisión     | Lisa Cholodenko             | Ganadora  | [ 7 ]  |
| 2015 | Globo de Oro                                | Mejor miniserie o telefilme                                 | Mejor miniserie o telefilme | Nominada  | [ 8 ]  |
| 2015 | Globo de Oro                                | Mejor actriz de miniserie o telefilme                       | Frances McDormand           | Nominada  | [ 8 ]  |
| 2015 | Globo de Oro                                | Mejor actor de reparto de serie, miniserie o telefilme      | Bill Murray                 | Nominado  | [ 8 ]  |
| 2015 | Premios Satellite                           | Mejor miniserie                                             | Mejor miniserie             | Ganadora  | [ 9 ]  |
| 2015 | Premios Satellite                           | Mejor actor - Miniserie o telefilme                         | Richard Jenkins             | Nominado  | [ 9 ]  |
| 2015 | Premios Satellite                           | Mejor actriz - Miniserie o telefilme                        | Frances McDormand           | Ganadora  | [ 9 ]  |
| 2015 | Premios Satellite                           | Mejor actriz de reparto - Miniserie o telefilme             | Zoe Kazan                   | Nominada  | [ 9 ]  |
| 2015 | Anexo:Premios del Sindicato de Actores 2014 | Mejor actor de televisión - Miniserie o telefilme           | Richard Jenkins             | Nominado  | [ 10 ] |
| 2015 | Anexo:Premios del Sindicato de Actores 2014 | Mejor actriz de televisión - Miniserie o telefilme          | Frances McDormand           | Ganadora  | [ 10 ] |
| 2015 | Premios WGA                                 | Mejor miniserie o película para televisión – Guion adaptado | Jane Anderson               | Ganadora  | [ 11 ] |
| 2015 | Premios de la Crítica Televisiva            | Mejor Miniserie                                             | Mejor Miniserie             | Ganadora  | [ 12 ] |
| 2015 | Premios de la Crítica Televisiva            | Mejor actor en película/miniserie                           | Richard Jenkins             | Nominado  | [ 12 ] |
| 2015 | Premios de la Crítica Televisiva            | Mejor actriz en película/miniserie                          | Frances McDormand           | Ganadora  | [ 12 ] |
| 2015 | Premios de la Crítica Televisiva            | Mejor actor de reparto en película/miniserie                | Bill Murray                 | Ganador   | [ 12 ] |
| 2015 | Premios de la Crítica Televisiva            | Mejor actor de reparto en película/miniserie                | Cory Michael Smith          | Nominado  | [ 12 ] |
| 2015 | Premios Primetime Emmy                      | Mejor miniserie                                             | Mejor miniserie             | Ganadora  | [ 13 ] |
| 2015 | Premios Primetime Emmy                      | Mejor actor - Miniserie o telefilme                         | Richard Jenkins             | Ganador   | [ 13 ] |
| 2015 | Premios Primetime Emmy                      | Mejor actriz - Miniserie o telefilme                        | Frances McDormand           | Ganadora  | [ 13 ] |
| 2015 | Premios Primetime Emmy                      | Mejor actor de reparto - Miniserie o telefilme              | Bill Murray                 | Ganador   | [ 13 ] |
| 2015 | Premios Primetime Emmy                      | Mejor actriz de reparto - Miniserie o telefilme             | Zoe Kazan                   | Nominada  | [ 13 ] |
| 2015 | Premios Primetime Emmy                      | Mejor dirección - Miniserie o telefilme                     | Lisa Cholodenko             | Ganadora  | [ 13 ] |
| 2015 | Premios Primetime Emmy                      | Mejor guion - Miniserie o telefilme                         | Jane Anderson               | Ganadora  | [ 13 ] |